# Vieux Fort (Gemeinde)
Vieux Fort ist eine Gemeinde im Südosten von St. Lucia und Hauptort des gleichnamigen Quarters. In der Gemeinde leben rund 4500 Einwohner. Vieux Fort ist der nächstgelegene Ort zum Flughafen Hewanorra International. Außerdem gehört ein Hafen zur Gemeinde.

## Persönlichkeiten
- Caniggia Elva (* 1996), Fußballspieler
- Stephan Charles (* 1997), Sprinter